# Patrice Rio
Patrice Rio (Le Petit-Quevilly, Sena Marítimo, Francia, 15 de agosto de 1948) y es un exfutbolista marroquí nacionalizado francés, que se desempeñó como defensa y que militó en 3 diferentes clubes de su país.

## Clubes
| Club      | País    | Año         |
| --------- | ------- | ----------- |
| FC Rouen  | Francia | 1969 - 1970 |
| FC Nantes | Francia | 1970 - 1984 |
| Rennes    | Francia | 1984 - 1987 |

## Selección nacional
Ha sido internacional con la Selección de fútbol de Francia; donde jugó 17 partidos internacionales por dicho seleccionado. Incluso participó con su selección, en 1 Copa Mundial. La única Copa del Mundo en que Rio participó, fue en la edición de Argentina 1978, donde su selección quedó eliminado en la primera fase y peor aún, el propio jugador no jugó un solo partido en ese torneo.